# Plantago drummondii
Plantago drummondii är en grobladsväxtart som beskrevs av Joseph Decaisne. Plantago drummondii ingår i släktet kämpar, och familjen grobladsväxter. Inga underarter finns listade i Catalogue of Life.